# Tengchong
Tengchong (en chino: 腾冲县, pinyin: Téngchōng xiàn) es un condado bajo la administración de la ciudad prefectura Baoshan en la provincia de Yunnan, República Popular China. Ubicada a 760 km de Kunming. Es conocida por la actividad volcánica de la zona. El movimiento de la corteza en el condado está activo y los terremotos son frecuentes, la sede del condado está rodeada por un grupo de volcanes jóvenes. Su área es de 5.845 km² y su población es de 620.000 habitantes.
Su temperatura media anual es de 15 °C con una precipitación de 1.530 milímetros. La nieve es rara pero es visible en el invierno. 
Limita con Birmania al noroeste, una línea fronteriza de 151 kilómetros de largo. Tengchong marca el extremo suroeste de la Línea Heihe-Tengchong.

## Historia
Tengchong es una de las primeras regiones desarrolladas en el suroeste de China. Con la dinastía Han Occidental, perteneció a la Prefectura Yizhoujun. En las dinastías Sui y Tang, se construyó una ciudad contemporánea gobernada por un jefe local. Con la dinastía Yuan, la prefectura Tengyue fue instituida. En las dinastías siguientes, se crearon las diferentes capitales administrativas. En 1913, Tengchong se convirtió en condado. Ocupó una posición importante en la ruta de la Seda. La tela de bambú de Sichuan y disponible en los mercados de Bactria (incluyendo Afganistán y partes de la India) fueron traídos de la antigua Ruta de Bonan a través de Tengchong. Desde la dinastía Ming un gran número de personas de Tengchong emigró en busca de comercio y una vida mejor. La ciudad creció del comercio con Birmania y el sudeste asiático debido a su proximidad a Mandalay, a través de la frontera birmana. En un momento dado las fuerzas británicas en Birmania, ocupada por los británicos, establecieron un puesto comercial con la ciudad con la esperanza de generar riqueza a través del comercio con China.

## Economía
La industria y la artesanía en la ciudad fueron fomentados durante las dinastías Ming y Qing, hace casi 400 años. Se crearon fábricas y talleres por primera vez por la importación de equipos desde el extranjero. Al principio los productos incluidos eran textil, cuero, jabón, pilas, cigarrillos, fósforos, etc. que se encuentran en el mercado al oeste de Yunnan y Birmania y los países del sudeste asiático. Desde la fundación de la República Popular, se formó un sistema industrial más complejo, y comprende 32 departamentos como energía, metalurgia, maquinaria, papel, textil, farmacia, química, refinado de azúcar, hojas de té, procesamiento de alimentos, etc. Los principales productos incluyen refinado de estaño, lingotes de hierro, plomo en bruto, madera, cemento, ácido sulfúrico, sosa cáustica, clorato de potasio, fosfato de calcio, medicina china.
Tengchong produce tabaco y aceite de grano, las hojas de té, caña de azúcar, etc. La producción de tabaco tiene una historia de más de 400 años[cita requerida]. El tabaco de Tengchong es cultivado en las laderas de montañas volcánicas, es de excelente calidad.
Tengchong es conocida por su cultura de jade y de sus fuentes geotérmicas y el grupo étnico Lisu. La ciudad ha crecido hasta convertirse en el mayor centro de procesamiento y comercio de jade en el sudeste asiático.

## Clima
| Parámetros climáticos promedio de Tengchong (1971–2000) | Parámetros climáticos promedio de Tengchong (1971–2000) | Parámetros climáticos promedio de Tengchong (1971–2000) | Parámetros climáticos promedio de Tengchong (1971–2000) | Parámetros climáticos promedio de Tengchong (1971–2000) | Parámetros climáticos promedio de Tengchong (1971–2000) | Parámetros climáticos promedio de Tengchong (1971–2000) | Parámetros climáticos promedio de Tengchong (1971–2000) | Parámetros climáticos promedio de Tengchong (1971–2000) | Parámetros climáticos promedio de Tengchong (1971–2000) | Parámetros climáticos promedio de Tengchong (1971–2000) | Parámetros climáticos promedio de Tengchong (1971–2000) | Parámetros climáticos promedio de Tengchong (1971–2000) | Parámetros climáticos promedio de Tengchong (1971–2000) |
| Mes                                                     | Ene.                                                    | Feb.                                                    | Mar.                                                    | Abr.                                                    | May.                                                    | Jun.                                                    | Jul.                                                    | Ago.                                                    | Sep.                                                    | Oct.                                                    | Nov.                                                    | Dic.                                                    | Anual                                                   |
| ------------------------------------------------------- | ------------------------------------------------------- | ------------------------------------------------------- | ------------------------------------------------------- | ------------------------------------------------------- | ------------------------------------------------------- | ------------------------------------------------------- | ------------------------------------------------------- | ------------------------------------------------------- | ------------------------------------------------------- | ------------------------------------------------------- | ------------------------------------------------------- | ------------------------------------------------------- | ------------------------------------------------------- |
| Temp. máx. media (°C)                                   | 16.4                                                    | 18.0                                                    | 21.2                                                    | 23.0                                                    | 24.1                                                    | 23.6                                                    | 23.2                                                    | 24.3                                                    | 24.1                                                    | 22.6                                                    | 19.6                                                    | 17.2                                                    | 21.4                                                    |
| Temp. mín. media (°C)                                   | 0.9                                                     | 2.4                                                     | 5.4                                                     | 9.5                                                     | 13.5                                                    | 16.9                                                    | 17.3                                                    | 17.1                                                    | 16.1                                                    | 12.3                                                    | 6.8                                                     | 2.4                                                     | 10.1                                                    |
| Precipitación total (mm)                                | 15.7                                                    | 30.3                                                    | 39.8                                                    | 75.5                                                    | 128.5                                                   | 285.9                                                   | 278.7                                                   | 249.1                                                   | 159.9                                                   | 144.2                                                   | 48.6                                                    | 21.8                                                    | 1478.0                                                  |
| Días de precipitaciones (≥ 0.1 mm)                      | 4.3                                                     | 6.5                                                     | 9.7                                                     | 16.3                                                    | 18.6                                                    | 26.0                                                    | 28.5                                                    | 26.2                                                    | 21.1                                                    | 14.8                                                    | 7.1                                                     | 3.5                                                     | 182.6                                                   |
| Horas de sol                                            | 243.6                                                   | 210.1                                                   | 221.3                                                   | 191.1                                                   | 174.9                                                   | 93.7                                                    | 73.6                                                    | 111.2                                                   | 130.0                                                   | 175.6                                                   | 212.3                                                   | 243.4                                                   | 2080.8                                                  |
| Humedad relativa (%)                                    | 71                                                      | 67                                                      | 65                                                      | 71                                                      | 78                                                      | 88                                                      | 90                                                      | 88                                                      | 87                                                      | 84                                                      | 79                                                      | 75                                                      | 78.6                                                    |
| Fuente: China Meteorological Administration             |                                                         |                                                         |                                                         |                                                         |                                                         |                                                         |                                                         |                                                         |                                                         |                                                         |                                                         |                                                         |                                                         |